# Донич, Николай Николаевич

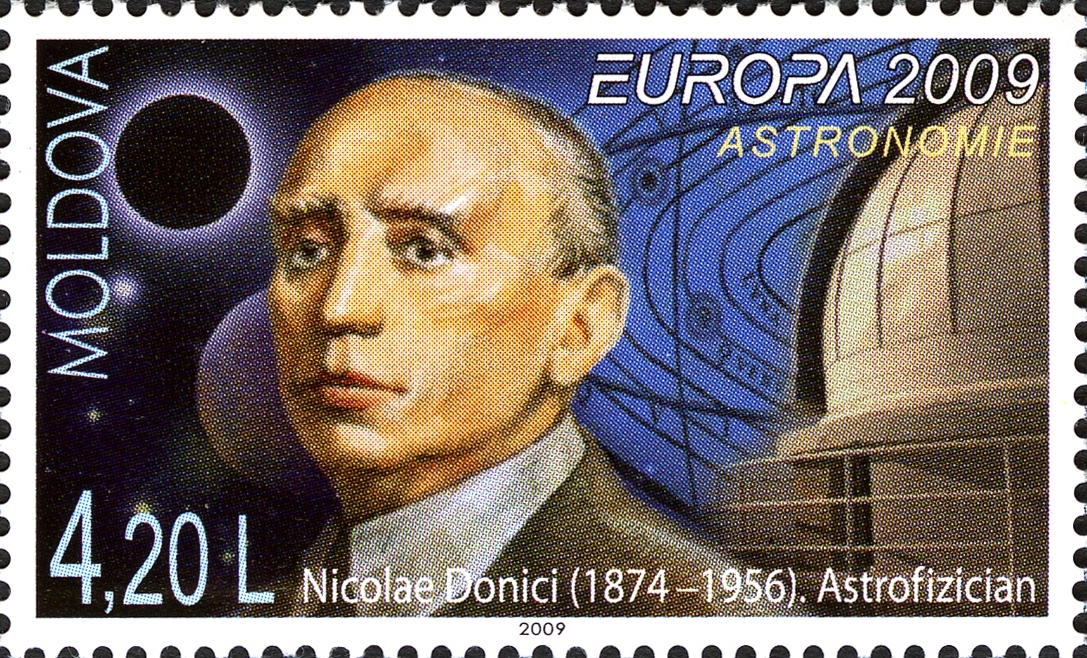
Марка Молдовы, посвященная Н. Доничу. 2013 г.

Николай Николаевич Донич (рум. Nicolae Donici, фр. Nicolas Donitch; 1 [13] сентября 1874, Петриканы, ныне Кишинёв — 1956, Ницца, Франция) — русский, румынский и французский астроном.

## Биография
Донич родился в Российской Империи в предместье Кишинёва, окончил Новороссийский Университет в Одессе, потом состоял на государственной службе в канцелярии Государственного совета Российской империи до октября 1917 года, когда канцелярия была распущена большевиками. Правнук молдавского и румынского писателя, переводчика и баснописца Александра Донича, праправнук законодателя Андронаке Донича, родственник генерала Матея Донича и писателя Леонида Добронравова (по материнской линии).
Живя и работая в Санкт-Петербурге, Донич занимался частным образом астрономией, сотрудничал с крупнейшими русскими астрономами: Ф. А. Бредихиным, С. Н. Костинским, А. А. Белопольским, О. А. Баклундом. В 1908 году построил собственную обсерваторию в Бессарабии в Старых Дубоссарах (Dubăsarii Vechi), благодаря дарственной, полученной от своей тети Елены Лысаковской. В этой обсерватории работали, помимо Донича российский астроном немецкого происхождения Эмануэль вон Дер Пален ( также работавший в Потсдамской Обсерватории), русский эмигрант ( после 1918), белогвардеец, выпускник Александровского лицея Андрей Байков(1886, Россия - 1958, Бухарест, кладбище Генча). Имением управлял сын супруги Марии, Реммих.

### Пөриод после революции 1917 года в России
После революции 1917 года с 1918 по 1944 годы работал в Румынии. Работал в Старых Дубоссарах и Бухаресте.В обсерватории имелась также метеорологическая станция, которой заведовала метеоролог Нина Гума. В 1936 году Донич осуществил экспедицию по наблюдению солнечного затмения в городке Инеболи на турецком берегу Чёрного моря, поддержанную Королевской фундацией Румынии. Экспедиция стала заметным научным событием также для Турецкой астрономической науки. Самым главным научным прибором Обсерватории был большой спектрогелиогоаф обсерватории, который был лучшим на большом пространстве - от Центральной Европы до Кодайканала ( Индия).Этот прибор позволял делать первоклассные снимки Солнца,  осуществлять спектральный анализ Солнца
После 1944 года жил во Франции. Работал в Мёдоне и Ницце.
Место захоронения и точная дата смерти были неизвестны вплоть до 2014-го года, когда усилиями французского астронома Франсуаз ЛегетТюлли и румынского астронома  Магды Ставинской была найдена могила на одном из кладбищ вблизи Ниццы- Puget-Théniers, Alpes-Maritimes, год смерти -1960.

## Вклад в астрономию
Исследования Николая Донича относятся к астрономии солнца, хромосферы и планет, зодиакальному свету. Наблюдал 10 солнечных затмений в разных частях света, 8 лунных, показал отсутствие атмосферы у планеты Меркурий, наблюдал яркую комету Галлея в 1910 году, зодиакальный свет в Египте (1908) и Алжире (1947—1952 гг.).
Член Международного союза по исследованию Солнца, Международного астрономического союза с 1922-го года, Немецкого и Французского астрономических обществ, член Русского астрономического общества (по 1917 год) и румынского Астрономического комитета (1918—1948), Почётный член Румынской Академии (с 1922 по 1948) и с 1991 (посмертно). Автор не менее 77 научных работ. О вкладе Н.Н. Донича в развитие науки в Украине, см.

## Память
В Старых Дубоссарах, на месте обсерватории установлен памятник.

Обсерватория Молдавского госуниверситета носит имя Николая Донича.

В кишинёвском райоңе Рышкановка именем Николая Донича названа улица.

Астероид 9494 Donici назван в его честь.

## Труды Н. Н. Донича
- ADS NASA
- ADS NASA